# Mironia
Mironia R.H. Zander – rodzaj mchów należący do rodziny płoniwowatych (Pottiaceae Schimp.). Występuje naturalnie w neotropikach. Rośnie na terenach wysoko położonych n.p.m.

## Systematyka
Według The Plant List rodzaj Mironia liczy 4 akceptowane nazwy gatunków oraz ich 5 synonimów. Rodzajami podobnymi są krasnolist (Bryoerythrophyllum) oraz Rhexophyllum. 
Lista gatunków:
- Mironia crassicuspis (H. Rob.) R.H. Zander
- Mironia ehrenbergiana (Müll. Hal.) R.H. Zander
- Mironia elongata (Wilson) B.H. Allen
- Mironia stenotheca (Thér.) R.H. Zander